# Птичь
Птичь (бел. Пціч, Птыч) — река в Беларуси. По одним данным длина реки — 486 км, по другим — 421 км, площадь водосборного бассейна — 9470 км². Среднегодовой расход воды в устье — 49,7 м³/с. Истоки реки находятся в Дзержинском районе Минской области на Минской возвышенности, далее протекает по Могилёвской и Гомельской областях, впадая в Припять, являясь длиннейшим её левым притоком. Питание в основном снеговое, меньшее значение имеют грунтовое и дождевое питание.

## Происхождение названия
Согласно В. Н. Топорову и О. Н. Трубачёву, название реки Птичь имеет балтское происхождение. Указывается, что обычно этот гидроним связывают с др.-русск. пътичь «птица». Но с учётом балтского гидронимического слоя в этом районе название Птичь скорее является славянизированной формой балтского названия, связанного с лит. putė «птица», putis, putytis «птенец», лтш. putns «птица».
Однако ещё в XV веке сохранялась форма названия Бчичь. Если она является исходной, то современная форма (Птичь) — всего лишь результат переосмысления.

## Описание
Основные притоки — Оресса, Шать. Крупнейшие населённые пункты — Самохваловичи, Глуск, Копаткевичи. На правой стороне недалеко от реки находится одноимённый посёлок, примерно в километре от него находится большой мемориальный комплекс, посвящённый событиям Великой Отечественной войны. Ещё посёлок интересен развалинами панского дома XIX века и спиртзаводом, построенным ещё до революции 1917 года.
Часть стока через водохранилища перебрасываются в реку Свислочь. Ледостав с ноября по март, весной — паводки. На реке находится Волчковичское водохранилище.